# Diplectrum euryplectrum
Diplectrum euryplectrum là một loài cá biển thuộc chi Diplectrum trong họ Cá mú. Loài này được mô tả lần đầu tiên vào năm 1890.

## Phân bố và môi trường sống
D. euryplectrum có phạm vi phân bố rộng rãi ở Đông Thái Bình Dương. Loài này được tìm thấy từ phía nam bán đảo Baja California và vịnh California, dọc theo bờ biển Trung Mỹ và Nam Mỹ đến phía bắc Peru, bao gồm quần đảo Galapagos. D. euryplectrum sống xung quanh các rạn san hô ở vùng đáy cát mềm hoặc bùn, độ sâu khoảng từ 15 đến 150 m.

## Mô tả
D. euryplectrum trưởng thành có chiều dài cơ thể lớn nhất đo được là 20 cm. Đầu và thân có màu xám nâu, có khoảng 4 cặp sọc đen theo chiều dọc cơ thể với 2 hàng đốm vàng nằm ngang. Dưới má có các vệt màu vàng cam; nắp mang có đốm đen. Vây lưng màu lam xám, có 2 sọc màu vàng với sọc đen ở sát gốc; chóp gai vây lưng màu cam. Vây hậu môn màu trắng, có sọc vàng trung tâm. Vây đuôi xẻ thùy, chóp thùy trắng, có các hàng sọc màu cam; đốm đen lớn trên gốc vây đuôi. Các vây còn lại màu vàng.
Số gai ở vây lưng: 10; Số tia vây mềm ở vây lưng: 12 - 13; Số gai ở vây hậu môn: 3; Số tia vây mềm ở vây hậu môn: 7 - 8; Số tia vây mềm ở vây ngực: 14 - 16; Số vảy đường bên: 46 - 52; Số lược mang: 21 - 27.
Thức ăn của D. euryplectrum là các loài động vật giáp xác và cá nhỏ hơn.